# Grill-parlant
"Il Grillo Parlante" o El Grill-Parlant en català, és la versió de Disney de Il Grillo Parlante (originalment Jiminy Cricket), un personatge de ficció creat per l'escriptor italià Carlo Collodi per al seu llibre infantil de 1883 aventures de Pinotxo, que Disney va adaptar en la pel·lícula d'animació Pinotxo en 1940.

## Creació
Va ser un personatge per a la pel·lícula Pinotxo de Disney i va ser dissenyat per Ward Kimball, qui va estar decebut ja que gran part de la tasca que va realitzar per a Snow White and the Seven Dwarfs va ser tallada de la versió final, per la qual cosa va estar a punt d'abandonar la factoria. Tot i això, Walt Disney personalment el va convèncer per quedar-se i li donar la tasca de dissenyar la icona de la consciència oficial de Pinotxo.

## Veu del personatge
Per a la veu va ser contractat el cantant Cliff Edwards, qui, a la pel·lícula, va popularitzar al personatge i a tota la companyia amb la cançó When You Wish Upon a Star o L'estrella blava en castellà.
Després de la mort d'Edwards, Eddie Carroll ho va reemplaçar per a futures aparicions en curts Disney, i des de la mort de Carroll en 2010 actualment és interpretat per Phil Synder.
Al món hispà va estar a càrrec l'actor de doblatge argentí Pablo Palitos per a Pinotxo. Després a Fun and Fancy Free és doblat per Edmundo Santos, i després a Mickey's Christmas Carol per José Manuel Rosano, ambdós actors mexicans. Actualment és doblat pel mexicà Arturo Mercado.
A Espanya, ha estat doblat per Miguel Ayones a les seves aparicions amb doblatge del país.

## Després dePinotxo
Va aparèixer en diversos curts i especials de televisió de Disney, així com en una minisèrie en què els nens aprenien com lletrejar enciclopèdies, al Mickey Mouse Club (USA). També apareix a l'atracció Pinocchio's Daring Journey, que es troba a tres dels parcs de Disney de tot el món : Disneyland al Disneyland Resort (Califòrnia, USA), Disneyland (Paris) a Disneyland Resort Paris (Marne-la-Vallée, França) ia Tòquio Disneyland al Tòquio Disney Resort (Urayasu, Chiba, Japó).
També apareix a la saga de jocs Kingdom Hearts com el cronista real, apareixent en gairebé tots els títols de la saga. Entre altres videojocs apareix com a guia del jugador a Disney's Villains' Revenge, i com a personatge jugable a Disney Magic Kingdoms.
En el remake d'acció real de Pinotxo de 2022 el personatge és interpretat per Joseph Gordon-Levitt.

### Once Upon a Time
Una versió de Grillet parlant és un personatge en la sèrie de televisió Once Upon a Time. És interpretat per l'actor Raphael Sbarge .
Originalment ell era un personatge humà que vivia al Bosc Encantat sent un lladre, al costat dels seus pares, uns titellaires, que anaven viatjant de poble en poble robant a la gent. Quan decideix acabar amb això, acudeix a Rumpelstiltskin qui li dona una poció que convertiria els seus pare en marionetes, però acaba a les mans d'una parella innocent que la beuen i acaben sent marionetes. Aquesta parella són els pares de Geppetto. Després d'això, Grillet parlant se sent culpable i li demana a la Fada Blava que el converteixi en un grill, romanent a partir d'aquell moment al costat de Geppetto, cuidant-lo, i anys després també del seu fill Pinotxo .
Quan la Maledicció Fosca és activada, els habitants del Bosc Encantat són transportats a Storybrooke, on de nou com a humà, i sota el nom d'Archie Hopper, exerceix de psiquiatre i té un gos dàlmata anomenat Pongo.

## Altres versions (no de Disney)
- Les aventures de Pinotxo,[6] a la pel·lícula d'acció real de Steve Barron de 1996 "Les aventures de Pinotxo", el grill parlant és un personatge CGI anomenat Pépé (amb la veu de David Doyle, en la seva última actuació cinematogràfica un any abans de la seva mort el 1997) i també es representa de manera similar al de Disney.

- Pinotxo (pel·lícula de 2022 de Guillermo del Toro),[7] pel·lícula de 2022 dirigida per Guillermo del Toro i feta amb animació stop motion. És una versió basada en el llibre del famós conte de fades de Carlo Collodi, Ewan McGregor dona la veu la veu al grill, tenint com a nom Sebastiá J Grill.

- El gat amb botes: l'últim desig,[8] la pel·lícula animada de 2022 inclou al grill parlant, jutjant al personatge corrupte del principal antagonista de la pel·lícula, del Petit Jack Horner, però fart del dolent, s'uneix al El gat amb botes i la seva colla.